# 西九大戲棚

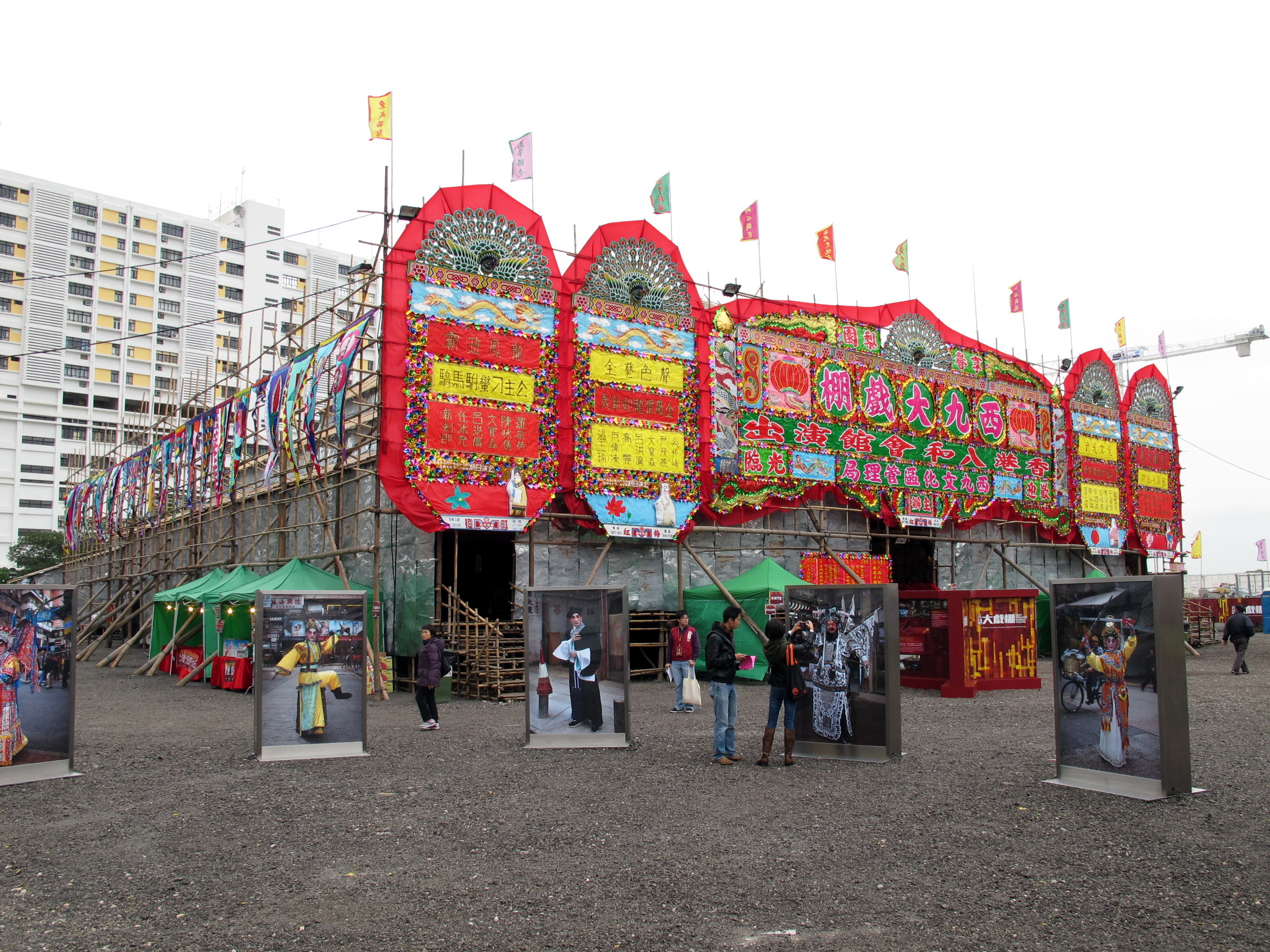
2012年西九大戲棚

西九大戲棚（英語：West Kowloon Bamboo Theatre）是香港西九文化區管理局於西九文化區現時的戲曲中心，舉辦的臨時文化節目，也是該管理局舉辦的首個文化節目。2012年年初，西九文化區管理局舉辦西九大戲棚時旨在推廣粵劇文化；及後鑑於反應熱烈，於2013年起再每年舉辦，於該年起，除了粵劇表演，戲棚內亦加入現代音樂及中國舞蹈演出，並且增加年宵市集，讓無法購票入場的公眾亦可以參與活動。

## 位置
西九大戲棚的活動場地毗鄰於尖沙咀消防局，西九龍文娛藝術區管理局於廣東道搭建了佔地1,800平方米，並且設有800個座席的大竹棚作為臨時表演場地。西九大戲棚的大竹棚搭建位置除了是日後西九文化區的入口，亦是戲曲中心的興建選址。

## 目的
西九龍文娛藝術區表演藝術行政總監茹國烈於2011年12月8日接受訪問時表示，搭建西九大戲棚旨在推廣粵劇文化及西九文化區。

## 歷史

### 2012年
西九文化區管理局動用逾100萬港元於香港尖沙咀廣東道平整土地、用竹以傳統戲棚搭建方法及技術配以花牌及旗子裝飾搭建戲棚以及支付節目相關費用；戲棚於2011年12月下旬開始搭建，由10名搭棚師傅用逾兩週及逾1萬支竹技搭建，成為香港30年來在市區搭建最大規模的戲棚。
香港八和會館多位粵劇名伶於2012年1月20日至23日期間在戲棚內每晚分別上演《六國大封相》及《公主刁蠻駙馬驕》等合共5齣粵劇神功折子戲；由於門票於開售當日迅即售罄，該管理局因而需要於1月21日及22日於下午加開兩場粵劇折子戲；分別演出《白兔會》、《蝶影紅梨記》及《帝女花》等戲寶劇目。西九大戲棚的大竹棚於同年1月24日改為M+大戲院，在8小時內分別播放《帝女花》、《琵琶怨》及《孝女珠珠》等5部與粵劇相關的香港電影。西九大戲棚也於活動進行期間舉辦了M+戲棚展，一個透過當代藝術以表達傳統藝術的藝術展覽，亦有包括老倌街頭造型照片、創新的花牌設計及圖案特別的祈福旗幟等。因為舉辦西九大戲棚而搭建的大戲棚於活動完成後3日內拆卸。
西九龍文娛藝術區管理局有鑑於反應熱烈，參與展覽、觀看粵劇演出和電影放映的人數逾12,000人。當局決定於2013年再次舉辦西九大戲棚，活動時間也計劃由6日延長至最少3週；除了粵劇外，亦會加入其他中國傳統音樂表演項目。

### 2013年
2013年西九大戲棚除了傳統戲曲，亦引入了無伴奏合唱及中國舞等演出，同時又會結合現代科技，公眾只需要配備智能手機或者平板電腦，於現場瞄準戲棚花牌，即可以觀看到日後的戲曲中心設計，透視文化區日後的模樣。同時，將會設立26個攤檔，售賣傳統小食及手工藝品，並且首次免費開放。同年的西九大戲棚繼續以傳統的竹棚建築，糅合中國建築講求陰陽及對稱的元素外，另外再披上橙黃色的尼龍網，掩飾鋅鐵板所造成的不美觀，令到大戲棚化身成為宮殿模樣，以增添節日的濃厚氣氛。
一連16日的2013年西九大戲棚入場人數超越10萬，每日平均逾6千人次入場，估計當中約1成為旅客；入場入數比較2012年增加逾6倍。西九文化區管理局其後決定，於未來兩年繼續舉辦，展期或會延長至兩個月，並且加入更多舞蹈及音樂活動；同時考慮在2016年，戲曲中心落成後繼續舉辦。

### 2014年
由於位於廣東道及柯士甸道西交界的大戲棚原場地正在動工興建戲曲中心，故此於1月17日至2月7日舉行的2014年西九大戲棚移師至西九龍海濱長廊舉行，表演場地亦因而比較往年擴大4成，該年邀請61名藝術家參與演出，當中33人為梅花獎得主，將會就京劇、崑曲、越劇及多劇種折子戲演出4場梅花獎藝術團專場；屬於歷來最多梅花獎得主演出的一次。此外，大會亦播放了與中國戲曲有關係的經典電影、舉辦探討戲曲發展講座及教育活動，及舉辦10場由香港名伶和新秀擔綱的粵劇表演，又將戲劇類別擴展至崑劇、京崑劇及上海越劇予大眾免費欣賞。西九大戲棚內亦設年宵市集，特別設有多個專門售賣食品及手工藝品的攤位。

## 票格
由於成本及開支因素，加上需要貼近市場價格，2013年的票價比較於2012年首次舉行時上升了最少10倍，由10港元增加至100港元至150港元，至2013年1月月中售出約7成，而部份大老倌擔綱的劇目都爆滿；最後，結算售票率達99%。2014年的票價（新星演出以外），增加加200港元至280港元。

## 備註
1. ↑  因2012年1月20日休場而把舉辦日期提早一日進行

## 資料來源
1. ↑  西九12月搞音樂節免費入場 （页面存档备份，存于） 《東方日報》 2012年8月27日
2. 1 2 3 4  . 香港經濟日報. 2011年12月9日 （中文（繁體））.
3. ↑  . 信報財經新聞. 2012年1月11日 （中文（繁體））.
4. 1 2  . am730. 2011年12月9日 （中文（繁體））.
5. 1 2 3  . 明報. 2011年12月9日 （中文（繁體））.
6. ↑  . 文匯報. 2012年1月21日 （中文（繁體））.
7. ↑  . 東方日報. 2011年12月23日 （中文（繁體））.
8. ↑  . 文匯報. 2011年12月9日 （中文（繁體））.
9. 1 2  . 星島日報. 2012年1月25日 （中文（繁體））.
10. ↑  西九文化區農曆年間有粵劇表演
11. ↑  西九文化區農曆新年將搭建戲棚上演粵劇[]
12. ↑  西九大戲棚 賀歲粵劇連場 （页面存档备份，存于） 《東方日報》2011年12月9日
13. ↑  西九大戲棚結束超過一萬二千人參觀-商業電台
14. ↑  1.2萬人次訪西九戲棚[] 《明報》 2012年1月25日
15. ↑  1.2萬人觀看西九大戲棚[] 《明報》 2012年1月24日
16. ↑  西九大戲棚結束超過一萬二千人參觀
17. ↑  西九粵劇歲晚開鑼票價勁升 《星島日報》 2012年12月18日
18. ↑  西九大戲棚再辦 明年初票價十級跳 （页面存档备份，存于） 《東方日報》 2013年12月18日
19. ↑  「大戲棚」熱爆 門票售七成[] 《星島日報》 2013年1月15日
20. ↑  西九大戲棚加故宮特色[] 《明報》 2013年1月15日
21. ↑  西九大戲棚披衣變宮殿 （页面存档备份，存于） 《東方日報》 2013年1月15日
22. ↑  西九大戲棚十萬人次入場 （页面存档备份，存于） 《明報》 2013年2月16日
23. ↑  西九大戲棚謝幕 今年吸10萬人次 增逾十倍 （页面存档备份，存于） 《東方日報》 2013年2月17日
24. ↑  西九大戲棚「加料」兼加價 （页面存档备份，存于） 《星島日報》 2013年10月4日
25. ↑  .   [2020-09-18]. （原始内容存档于2013-01-16）.
26. ↑  西九大戲棚觀眾增六倍 （页面存档备份，存于） 《星島日報》 2013年2月17日
27. ↑  西九大戲棚票價增倍 （页面存档备份，存于） 《東方日報》 2013年12月10日

## 外部連結
- 西九大戲棚官方網頁
- 粵劇迷逼爆西九大戲棚（页面存档备份，存于） 《星島日報》 2013年2月13日